# Erster Wiener Ruderclub LIA
Unter dem Namen Erster Wiener Ruderclub LIA firmiert ein Sportverein aus Wien.

## Geschichte und Lage
Der Erste Wiener Ruderclub wurde am 16. September 1863 gegründet. Erster Präsident war Alfred von Kendler, nach dessen Frau Cornelia der Verein benannt ist. Sie entwarf auch die blaue Vereinsfahne. 1882 beteiligten sich die Ruderer von LIA an der Gründung des Wiener-Regatta-Vereins, im gleichen Jahr fanden die ersten Österreichischen Meisterschaften im Einer statt. Von 1902 bis 1945 war der Verein in Nußdorf ansässig. Nach dem Anschluss Österreichs musste der italienische Vereinspräsident Romolo Catasta zurücktreten, da nur Deutsche einen deutschen Verein führen durften. Zwei Mitglieder mussten den Verein wegen des Arierparagraphen verlassen. 1939 übernahm LIA den akademischen Ruderverein der Arminen und hatte damit zwei Bootshäuser, eines in Nußdorf und eines an der unteren Alten Donau.
Nach dem Zweiten Weltkrieg begann der Ruderbetrieb wieder an der alten Donau. Das Bootshaus in Nußdorf ging verloren. Das Clubgelände befindet sich heute an der unteren Alten Donau.

## Erfolge
Der Verein ist, nach eigenen Angaben, der älteste aktive Körpersport-Verein Österreichs und auch der erfolgreichste Ruderverein Österreichs.
Bis 2022 hat der Verein 134 österreichische Meistertitel bei den Männer-Schwergewichten gewonnen, darunter 106 Vereinssiege und 28 Siege in Renngemeinschaften. Der Ruderverein Wiking Linz hat 128 Meistertitel gewonnen, allerdings nur sieben in Renngemeinschaften. Bei den Leichtgewichten führt LIA mit 54 Titeln, davon 12 in Renngemeinschaften, vor Wiking Linz mit 36 Titeln. Erfolgreichster Ruderer bei österreichischen Meisterschaften mit 51 Titeln ist Raimund Haberl vor den Gebrüdern Faderbauer mit je 26 Titeln. Im Frauenrudern hat LIA 20 Meistertitel errudert. Hier ist der Wiener Ruderclub Pirat mit 54 Titeln der erfolgreichste Verein.

## Bekannte Sportler
Der Sohn des früheren Vereinspräsidenten Romolo Catasta wurde als italienischer Staatsbürger in Wien geboren. Romolo Catasta junior erruderte 1948 in London die Bronzemedaille im Einer, wobei er für Circolo Canottieri Aniene antrat. 1949 übernahm er die österreichische Staatsbürgerschaft und gewann noch einige österreichische Meistertitel für LIA.
Alexander Mitterhuber war 1952 in Helsinki erster Olympiateilnehmer von LIA.
In den 1970er Jahren fanden Weltmeisterschaften für Leichtgewichts-Ruderer nur auf inoffizieller Basis statt. In dieser Zeit gewann Raimund Haberl insgesamt sechs Medaillen, davon zwei Goldmedaillen.
In den Jahren um 1990 waren die Brüder Gernot Faderbauer und Harald Faderbauer erfolgreich, Gernot wurde dreifacher Weltmeister im Leichtgewichts-Doppelvierer.
Norbert Lambing gewann bei den Weltmeisterschaften 1998 Bronze im Doppelvierer und war damit der erste Weltmeisterschaftsmedaillengewinner des Vereins im Rudern ohne Gewichtsbeschränkung.